# 酒石酸铵
酒石酸铵或稱2,3-二羟基-[R-(R*,R*)]-丁二酸二铵盐是一種晶狀的化學物質，化学式(NH4)2C4H4O6，CAS號3164-29-2，分子量184.15g/mol，密度1.061g/cm3。酒石酸銨可用酒石酸与碳酸铵反應而成，主要可以當作分析试剂和有机合成中间体。

## 外部連結
- 酒石酸銨 （页面存档备份，存于）